# Croda dei Toni
Le Croda dei Toni ou Cima Dodici en italien, Zwölferkofel en allemand, est un sommet des Alpes, à 3 094 m, dans les Dolomites.

## Géographie

### Situation
Le Croda dei Toni fait partie du groupe des Dolomites de Sesto, en Italie (limite entre le Trentin-Haut-Adige et la Vénétie). Il fait partie du cadran solaire de Sesto.

## Premières ascensions
- 28 septembre 1874 : par Johann Jakob et Michael Innerkofler.
- 1887 : paroi est par Georg Winkler et Robert Hans Schmitt.